# Тупиковый переулок (Ломоносов)
Тупико́вый переулок — переулок в городе Ломоносове Петродворцового района Санкт-Петербурга, в историческом районе Мартышкино. Проходит от Полевой улицы между домами 5 и 3 на северо-запад в сторону Мартышкина ручья.
Название известно с 1955 года. Связано с тем, что переулок идёт в тупик.

## Застройка
- дом 5, у северо-восточной границы — склеп (1758; объект культурного наследия регионального значения[2]). Единственное сохранившееся захоронение бывшего лютеранского кладбища.